# Wilhelmine Kaiser
Wilhelmine Kaiser (* 18. November 1899 in Bochum; † 23. März 1988) war eine kommunistische Landespolitikerin in Nordrhein-Westfalen.
Kaiser wurde als Wilhelmine Kaleja geboren. Nach ihrer Heirat war sie zwischen 1930 und 1934 Hausfrau. Anschließend war sie bis 1944 Näherin und danach wieder Hausfrau. Bereits vor 1933 war sie Mitglied der KPD. 
Nach dem Ende der nationalsozialistischen Herrschaft war sie 1946 Mitglied des Provinzialrates für Westfalen und in der ersten Ernennungsperiode Mitglied des ernannten Landtages von Nordrhein-Westfalen. 